# Doutor Estigma
O Doutor Estigma (Super Thief, no original, em Inglês) é um vilão das histórias em quadrinhos (banda desenhada) da Disney. 

## Publicações
A sua primeira aparição ocorreu na história norte-americana Super Goof Meets Super Thief, de Paul Murry, em 1966.. Esta história foi publicada pela primeira vez no Brasil na revista "Mickey" 171, de 1967, com o título "Superpateta Contra O Super-Ladrão".
Apesar de criado nos Estados Unidos só teve 1 história original deste país, sendo todas as outras (65 no momento) criadas no Brasil

## Nomes em outros idiomas
- Finlandês: Tohtori Harha
- Inglês: Super Thief
- Italiano: Super Ladro
- Sueco: Dr. Stigma